# 妮可·约翰逊
妮可·米歇尔·约翰逊（1985年7月12日—)，是美国的一名模特和选美冠军，曾在2010年参加加利福尼亚小姐的选美比赛获得冠军，此后也曾多次参加过美国小姐的比赛。

## 早年生活和教育
约翰逊的母亲是科学教师安妮特·约翰逊，父亲是药品销售经理理查德·约翰逊，她出生于科罗拉多温泉镇。她在宾西法尼亚州度过了童年，在上初中之前时搬到了加州的西湖镇生活，并于2003年在西湖高中毕业。
2007年，约翰逊以优异的成绩毕业于南加州大学，获得传播学的学士学位，并且专注于体育和娱乐。

## 职业
在约翰逊17岁的时候，她在杂志上看到一篇关于加州小姐的广告。约翰逊当时是Moorpark学院的一名学生，认为奖学金可以帮忙支付她在南加州大学的学费。在304名竞争对手中，约翰逊获得了第二名。
在2007年获得第二名之后，约翰逊在2009年获得了2010年加州小姐的称号。她又在拉斯维加斯举行的2010美国小姐选举中获得了第九名。她曾被认为是竞争冠军的有力人选。

## 个人生活

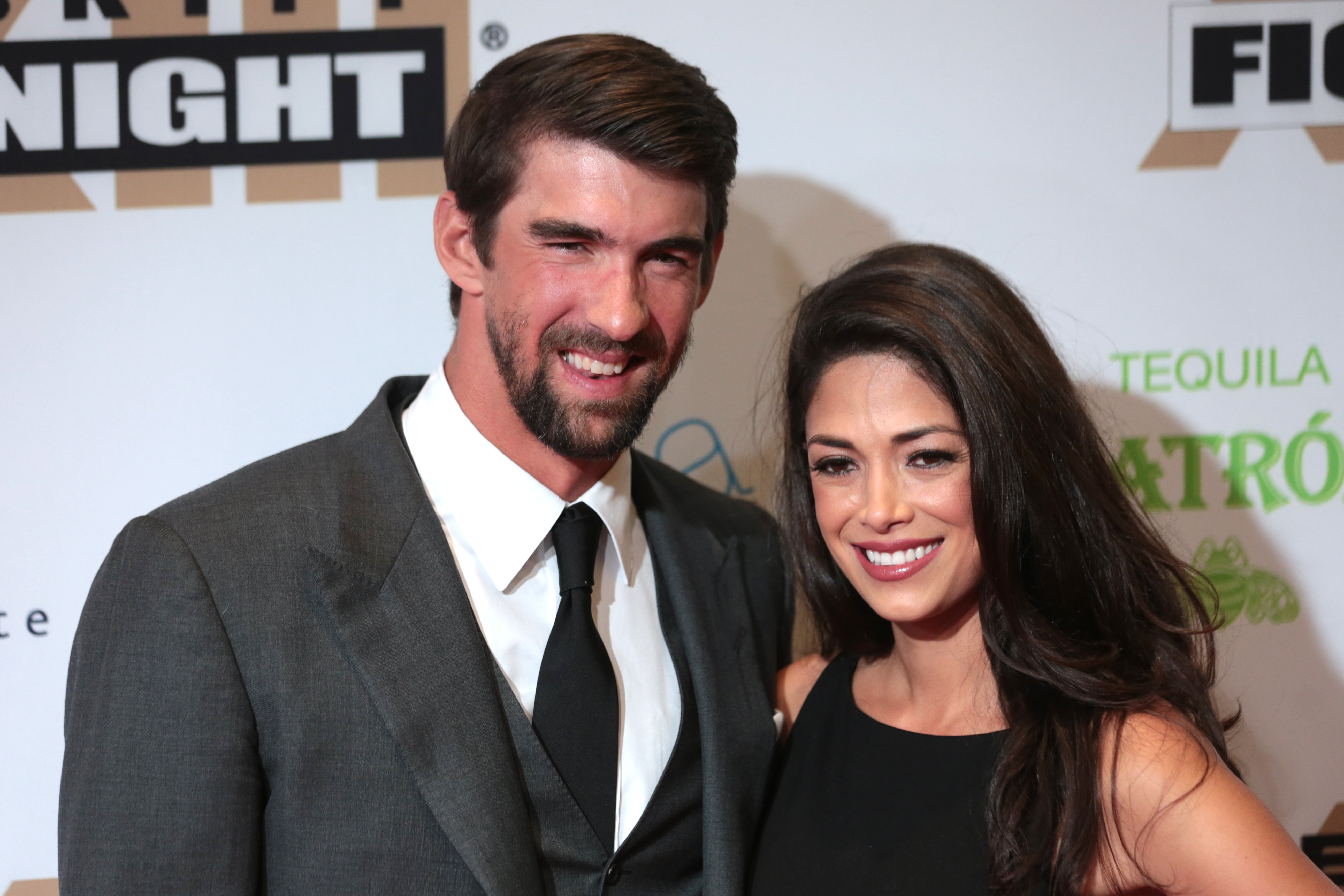
约翰逊与丈夫迈克尔菲尔普斯于 2017 年 3 月。

在2015年2月21号，约翰逊与游泳冠军迈克尔·菲尔普斯订婚。他们初次见面时在2007年的ESPY颁奖典礼上。他们于2009年开始约会，在2012年夏季奥运会之前短暂分手，于2014年复合。他们的儿子Boomer Robert Phelp于2016年5月5日出生。他们在2016年6月13日举行了私人的结婚典礼。他们的第二个儿子Beckett Richard Phelps, 在2018年2月12号出生。他们的第三个儿子在2019年9月9号出生。